# Loconia
Loconia è l'unica frazione di Canosa di Puglia, della provincia di Barletta-Andria-Trani in Puglia. É uno dei borghi rurali nati nella Valle dell’Ofanto in seguito alla riforma fondiaria del 1950.

## Geografia fisica
L'abitato sorge nei pressi dell'affluenza tra il fiume Ofanto ed il torrente Locone, da cui prende il nome. Dista 14 chilometri da Canosa, 16 da Minervino Murge, 13 da Cerignola e 18 da Lavello.
Nei dintorni sorgono piccole contrade, i cui toponimi (Cefalicchio, Socialisti, Crocifisso, Posta Piana, Galere, etc.) riprendono quelli di antiche masserie.

## Storia
Nella prima metà del XX secolo il territorio della valle dell'Ofanto, dal torrente Locone fino alla stazione ferroviaria di Rocchetta Sant'Antonio, si presentava paludoso e infestato dalla malaria. In epoca fascista venne fondato il Consorzio di bonifica dei bacini del Locone e Basentello, che prosciugò le zone acquitrinose prima della Seconda guerra mondiale.
Nel febbraio 1944 lo United States Army Corps of Engineers realizzò il campo di volo di Pantanella, che divenne sede del 464º e 465º gruppo bombardieri pesanti della 15ª Forza aerea, composti da 6 squadriglie, che parteciparono a missioni di bombardamento strategico e tattico in tutta l'Europa meridionale e orientale. L'aeroporto faceva parte del Complesso Aeroportuale di Foggia, una serie di campi di volo militari situati in un raggio di 40 km dal capoluogo, e disponeva di ampie vie di rullaggio, aree di parcheggio in terra battuta, una torre di controllo in acciaio e una capacità di circa 150 bombardieri pesanti con ampie strutture di supporto con hangar in blister e strutture in legno. Dopo il V-E Day, entrambi i Gruppi furono assegnati al "Progetto Verde" per che il ritorno delle truppe dall'Europa agli Stati Uniti attraverso la South Atlantic Transport Route. Per questo ruolo i B-24 vennero modificati con alloggiamenti per le bombe sigillati, la rimozione di tutti gli armamenti difensivi e la fusoliera interna dotata di posti a sedere per trasportare circa 30 persone. Nel pomeriggio del 1º marzo 1945 avvenne lo scoppio di un deposito di munizioni che provocò la morte di 30 persone, tra cui 9 operai civili canosini. Il campo d'aviazione di Pantanella rimase in funzione fino alla fine della guerra e chiuse nel luglio 1945.
A seguito dell'approvazione del Piano Marshall, venne pianificata l'edificazione di due cosiddetti borghi di servizio: Loconia nel comune di Canosa e Gaudiano nel comune di Lavello. Il 1º maggio 1948 venne posata la prima pietra della chiesa, con una cerimonia solenne presieduta dai vescovi di Andria e di Melfi e dal ministro dell'agricoltura Antonio Segni con gli onorevoli Emilio Colombo, Antonio Carcaterra e Angelo Raffaele Jervolino.
Successivamente all'approvazione della Riforma agraria del 1950, il centro urbano si ampliò progressivamente, con l'insediamento delle prime famiglie e di aziende artigiane. Complessivamente vennero espropriati 2079 ettari, sottratti al latifondo, per realizzare case coloniche pensate per i contadini impiegati nel lavoro dei campi circostanti.
Ala fine degli anni 1960 vennero impiantati i primi impianti dei frutteti di percoca, che andò a sostituire le tradizionali coltivazioni di barbabietola e patata; nel 2019 la percoca di Loconia è stata inserita nell'elenco dei Prodotti agroalimentari tradizionali pugliesi.